# Parallel
Parallel – piąty minialbum południowokoreańskiej grupy GFriend, wydany 1 sierpnia 2017 roku przez wytwórnię Source Music i dystrybuowany przez LOEN Entertainment. Głównym singlem z płyty jest „Love Whisper” (kor. 귀를 기울이면 (LOVE WHISPER)). Sprzedał się w nakładzie 62 781 egzemplarzy w Korei Południowej (stan na grudzień 2017).
13 września 2017 roku album został wydany ponownie pod tytułem Rainbow i zawierał dodatkowo dwa nowe utwory, wraz z głównym singlem „Summer Rain” (kor. 여름비 (SUMMER RAIN)). Sprzedał się w nakładzie 40 816 egzemplarzy w Korei Południowej (stan na luty 2018 r.).

## Lista utworów

### Parallel
| CD | CD                                                                      | CD                 | CD                            | CD                         | CD      |
| Nr | Tytuł utworu                                                            | Tekst              | Kompozycja                    | Aranżacja                  | Długość |
| -- | ----------------------------------------------------------------------- | ------------------ | ----------------------------- | -------------------------- | ------- |
| 1. | „Intro (Belief)”                                                        |                    | Iggy, Seo Yong-bae            | Iggy, Seo Yong-bae         | 1:12    |
| 2. | „Gwireul Giurimyeon (Love Whisper)” (kor. 귀를 기울이면 (Love Whisper)) | Iggy, Seo Yong-bae | Iggy, Seo Yong-bae            | Iggy, Seo Yong-bae         | 3:32    |
| 3. | „Du Soneul Moa (Ave Maria)” (kor. 두 손을 모아 (Ave Maria))             | Megatone, Ferdy    | Megatone, Ferdy               | Megatone, Ferdy            | 3:18    |
| 4. | „Yibuneui Il 1/2 (One-Half)” (kor. 이분의 일 1/2 (One-Half))            | Iggy, Seo Yong-bae | Iggy, Seo Yong-bae            | Iggy, Seo Yong-bae         | 3:34    |
| 5. | „Life Is a Party”                                                       | Mafly, Ponde       | Hyuk Shin, RE:ONE, Davey Nate | RE:ONE                     | 3:00    |
| 6. | „Ppalgan Usan (Red Umbrella)” (kor. 빨간 우산 (Red Umbrella))           | Heuktae            | Heuktae, Jang Jung-seok       | Jang Jung-seok             | 3:26    |
| 7. | „Geurujam (Falling Asleep Again)” (kor. 그루잠)                         | Mafly              | Noh Joo-hwan, Lee Won-jong    | Noh Joo-hwan, Lee Won-jong | 3:44    |
| 8. | „Gwireul Giurimyeon (Love Whisper)” (Instr.)                            |                    | Iggy, Seo Yong-bae            | Iggy, Seo Yong-bae         | 3:32    |

### Rainbow
| CD  | CD                                                                      | CD                 | CD                                          | CD                         | CD      |
| Nr  | Tytuł utworu                                                            | Tekst              | Kompozycja                                  | Aranżacja                  | Długość |
| --- | ----------------------------------------------------------------------- | ------------------ | ------------------------------------------- | -------------------------- | ------- |
| 1.  | „Intro (Belief)”                                                        |                    | Iggy, Seo Yong-bae                          | Iggy, Seo Yong-bae         | 1:12    |
| 2.  | „Gwireul Giurimyeon (Love Whisper)” (kor. 귀를 기울이면 (Love Whisper)) | Iggy, Seo Yong-bae | Iggy, Seo Yong-bae                          | Iggy, Seo Yong-bae         | 3:32    |
| 3.  | „Yeoreumbi (Summer Rain)” (kor. 여름비 (Summer Rain))                   | Iggy, Seo Yong-bae | Iggy, Seo Yong-bae                          | Iggy, Seo Yong-bae         | 3:20    |
| 4.  | „Rainbow”                                                               | Mafly              | Fuxxy, Vincenzo, Any Masingga, Anna Timgren | Fuxxy                      | 3:52    |
| 5.  | „Du Soneul Moa (Ave Maria)” (kor. 두 손을 모아 (Ave Maria))             | Megatone, Ferdy    | Megatone, Ferdy                             | Megatone, Ferdy            | 3:18    |
| 6.  | „Yibuneui Il 1/2 (One-Half)” (kor. 이분의 일 1/2 (One-Half))            | Iggy, Seo Yong-bae | Iggy, Seo Yong-bae                          | Iggy, Seo Yong-bae         | 3:34    |
| 7.  | „Life Is a Party”                                                       | Mafly, Ponde       | Hyuk Shin, RE:ONE, Davey Nate               | RE:ONE                     | 3:00    |
| 8.  | „Ppalgan Usan (Red Umbrella)” (kor. 빨간 우산 (Red Umbrella))           | Heuktae            | Heuktae, Jang Jung-seok                     | Jang Jung-seok             | 3:26    |
| 9.  | „Geurujam (Falling Asleep Again)” (kor. 그루잠)                         | Mafly              | Noh Joo-hwan, Lee Won-jong                  | Noh Joo-hwan, Lee Won-jong | 3:44    |
| 10. | „Yeoreumbi (Summer Rain)” (Instr.)                                      |                    | Iggy, Seo Yong-bae                          | Iggy, Seo Yong-bae         | 3:20    |

## Notowania

### Parallel
| Lista                   | Pozycja |
| ----------------------- | ------- |
| Gaon Weekly Album Chart | 3       |
| Billboard World Albums  | 10      |
| Five Music (Tajwan)     | 1       |

### Rainbow
| Lista                   | Pozycja |
| ----------------------- | ------- |
| Gaon Weekly Album Chart | 2       |
| Five Music (Tajwan)     | 1       |

## Nagrody w programach muzycznych
| Program                   | Data             | Źródło |
| ------------------------- | ---------------- | ------ |
| The Show (SBS MTV)        | 8 sierpnia 2017  | [ 9 ]  |
| Show Champion (MBC Music) | 9 sierpnia 2017  | [ 10 ] |
| Music Bank (KBS2)         | 11 sierpnia 2017 | [ 11 ] |
| Inkigayo (SBS)            | 13 sierpnia 2017 | [ 12 ] |

| Program            | Data             | Źródło |
| ------------------ | ---------------- | ------ |
| The Show (SBS MTV) | 19 września 2017 | [ 13 ] |
| M Countdown (Mnet) | 21 września 2017 | [ 14 ] |